# Proghma-C
Proghma-C ist eine Progressive-Metal-Band aus Gdańsk in Polen.

## Geschichte
2002 wurde die Band vom Schlagzeuger Lukasz Kumański und dem Bassisten Thomas Wolter gegründet. Nach Jahren des Experimentierens fand die Band zu ihrem eigenen Stil, progressive Metal kombiniert mit Trance,  Ambient,  Fusion  und New Age.
Im Jahr 2005 nahm die Band die EP Down in a Spiral auf die jedoch von keinem Plattenlabel veröffentlicht wurde.
2009 wurde die erste CD Bar-do Travel zusammen mit Szymon Czech aufgenommen und auf dem Label Mystic Production veröffentlicht.
Proghma-C tourten bereits mit Bands wie Meshuggah, Cynic, Voivod und Apocalyptica. 2010 spielten Proghma-C auf dem ProgPower Europe Festival.

## Diskografie
- 2005: Down in a Spiral (EP)
- 2009: Bar-do Travel (Album)[1]